# ديفيد غارلاند
ديفيد غارلاند (بالإنجليزية: David Garland)‏ هو مغن مؤلف وصحفي وملحن أمريكي، ولد في 17 ديسمبر 1954.

## وصلات خارجية
- الموقع الرسمي